# Печерское сельское поселение (Смоленский район)
Печерское се́льское поселе́ние — муниципальное образование в Смоленском районе Смоленской области Российской Федерации.
Административный центр — село Печерск.

## История
Образовано 2 декабря 2004 года.

## Население
| 2011  | 2012  | 2013  | 2014  | 2015  | 2016  | 2017  |
| ----- | ----- | ----- | ----- | ----- | ----- | ----- |
| 4338  | ↗5172 | ↗5516 | ↘5501 | ↗5654 | ↗5772 | ↗6013 |
| 2018  | 2019  | 2020  | 2021  |       |       |       |
| ↗6640 | ↗7100 | ↘6729 | ↘6507 |       |       |       |

## Населённые пункты
В сельское поселение входят 4 населённых пункта:
| № | Населённый пункт        | Тип     | Население (чел.) |
| - | ----------------------- | ------- | ---------------- |
| 1 | Автозаправочной Станции | посёлок | 133              |
| 2 | Печерск                 | деревня | 133              |
| 3 | Печерск                 | село    | ↗5754            |
| 4 | Рясино                  | деревня | 177              |